# Septimus Winner
Septimus Winner (* 11. Mai 1827 in Philadelphia, Pennsylvania; † 22. November 1902) war ein US-amerikanischer Schriftsteller, Liedtexter und Lehrer.

## Leben

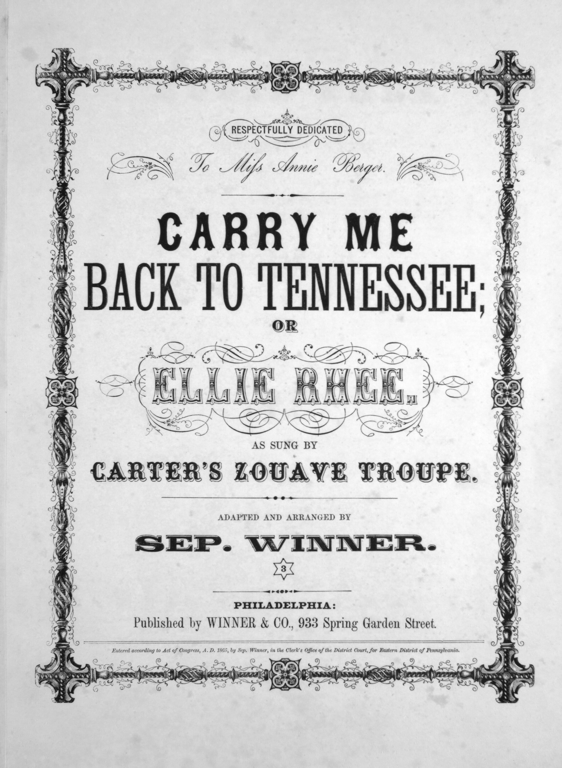
Carry me back to Tennessee

Winner besuchte die Philadelphia Central High School. Er schrieb als Autor mehrere Liedtexte. Hierbei benutzte er mehrere Pseudonyme wie Alice Hawthorne, Percy Guyer, Mark Mason, Apsley Street und Paul Stenton.
Das Lied Zehn kleine Negerlein geht auf das Lied Ten Little Injuns aus dem Jahr 1868 zurück, das von Winner stammt. Das Wort Injuns ist eine Verballhornung des englischen Worts Indians für Indianer. Daher handelte das Lied anfangs von Indianern und nicht von Negern.
1970 wurde Septimus Winner in die Songwriters Hall of Fame aufgenommen.

## Texte von Liedern (Auswahl)
- How Sweet Are the Roses (1850)
- I Set My Heart Upon a Flower (1854)
- What Is Home Without a Mother (1854)
- Listen to the Mockingbird (1855)
- Abraham’s Daughter oder Raw Recruits (1861)
- Der Deitcher’s Dog (1864)
- Ellie Rhee oder Carry Me Back to Tennessee (1865)
- What Care I? (1866)
- Whispering Hope (1868)
- Ten Little Injuns (1868)
- The Birdies’ Ball (1869)
- Come Where the Woodbine Twineth (1870)
- Love Once Gone Is Lost Forever (1870)